# Lia Raiwez
Pour les articles homonymes, voir Raiwez.

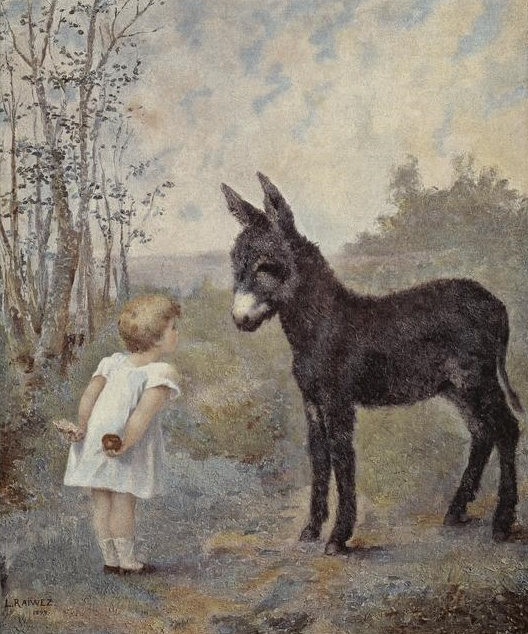
Reproduction de Quelle main qu'tu choisis ? parue dans Le Figaro illustré en octobre 1893

Cécilia Marie-Thérèse Mathilde Albertine Raiwez, dite Lia Raiwez, née le 13 septembre 1860 à Bouvignes-sur-Meuse et morte le 22 juillet 1940 à Paris, est une artiste peintre sur porcelaine belge.

## Relations familiales
Ses parents sont Lambert Raiwez et Agnès Sodar. Elle est la nièce des artistes peintres François Sodar et André Sodar et la sœur du journaliste Franz Raiwez. Ses parrain et marraine sont ses frère et sœur, Albert et Mathilde Raiwez. Elle épouse civilement à la mairie du 6e arrondissement de Paris, le 19 juillet 1894, et religieusement, le 21 juillet, en l’église Notre-Dame-des-Champs, Pascal Pelosi (1856-1926), professeur de dessin à Paris.

## Sa formation
Lia Raiwez suit les cours de trois professeurs : Jean-François Portaels, peintre d'histoire et de genre, portraitiste et aquafortiste de l’École belge, directeur de l’Académie de Bruxelles, Jean Aubert et Jules Lefebvre, portraitiste et peintre de genre de l’École française. 

## Quelques œuvres
Lia Raiwez expose Une Soubrette, peinture sur porcelaine, au Salon de Versailles de 1882. Au Salon de Paris de 1888, elle expose La Sténographie, une peinture sur porcelaine, commandée par l'Institut sténographique. La même année, le Cercle national de bienfaisance lui commande une coupe pour le deuxième anniversaire de mariage de la reine Amélie du Portugal avec le prince Carlos. Au Salon de Paris de 1889, elle présente Les Dames de Crève-Cœur, une peinture sur porcelaine, appartenant à Alfred Henri de Bouvignes. Au Salon de Paris de 1893, on peut voir sa peinture à l'huile, intitulée Quelle main qu'tu choisis ?, achetée par la Maison Boussod et Valadon et reproduite en couleurs, dans le Figaro illustré. La même année, ce tableau est de nouveau exposé à Bruxelles et à Nice, la Maison Boussod et Valadon s'étant réservé le droit de reproduction. Au Salon de Paris de 1894, elle expose cette fois une huile intitulée Five o'clock tea qui sera également exposée à Londres. Cette même année, Quelle main qu'tu choisis ? décroche une médaille de bronze à Amiens. En 1899, Le Matin est exposé au Mans.

## Sa mort
Le 25 octobre 1935, Lia Raiwez, âgée de 75 ans, entre à l'Institution Sainte-Perine. La veuve Pelosi meurt à Paris, à l'hôpital Boucicaut, où elle avait été transportée, le 18 juillet, en vue d'une opération qui n'a pu être faite, vu l'état de son cœur et la crise d'urémie qui se déclarait. Elle laisse un testament qui sera déposé chez le notaire par sa nièce, Julie Cuvillier-Olislaeger. Les obsèques ont lieu le 25 juillet ; son corps, transporté directement à Mousseaux (Seine-et-Oise), est inhumé à côté de celui de son mari. La famille Cuvillier lui paie une concession perpétuelle, pour la somme approximative de 250 francs. 

## Sources
- Franz Raiwez, Livre de Raison. Généalogie, manuscrit inédit, 1937, p. 120, 121 et 166
- E. Bénézit, Dictionnaire des peintres, sculpteurs, dessinateurs et graveurs, Gründ, 1976 ; pour Lefebvre : vol. 6 ; pour Portaels, vol. 8, p. 437.